# Guadalupe Mainero
Guadalupe Mainero är en ort i Mexiko.   Den ligger i kommunen Antiguo Morelos och delstaten Tamaulipas, i den centrala delen av landet, 300 km norr om huvudstaden Mexico City. Guadalupe Mainero ligger 280 meter över havet och antalet invånare är 149.
Terrängen runt Guadalupe Mainero är kuperad åt sydväst, men åt nordost är den platt. Terrängen runt Guadalupe Mainero sluttar österut. Runt Guadalupe Mainero är det glesbefolkat, med 11 invånare per kvadratkilometer. Närmaste större samhälle är Antiguo Morelos, 5,0 km öster om Guadalupe Mainero. Omgivningarna runt Guadalupe Mainero är en mosaik av jordbruksmark och naturlig växtlighet.